# LIFE (YUI單曲)
《LIFE》是日本唱作女歌手YUI，於2005年11月9日所推出的單曲碟，並是在日本索尼音樂娛樂旗下的第三張單曲碟。初回版本附送印有「死神」插圖的貼紙。

## 收錄歌曲
1. LIFE
作詞・作曲：YUI　編曲：northa+
  - 東京電視系動畫「死神」的片尾曲，是首次與動漫作品的合作。
2. crossroad
作詞・作曲：YUI　編曲：鈴木Daichi秀行（日语：鈴木Daichi秀行）
3. Tomorrow's way～YUI Acoustic Version～
作詞・作曲：YUI　編曲：鈴木Daichi秀行　弦樂團編曲：弦一徹（日语：落合徹也）
  - 每張新單曲會收錄前一單曲的Acoustic Version。
4. LIFE～Instrumental～

## 銷售紀錄
- 累積發售量：44,708
- Oricon最高排名：第9名
- Oricon上榜次數：12次

| 發行          | 排行榜      | 最高位 | 總銷量 |
| ------------- | ----------- | ------ | ------ |
| 2005年11月9日 | Oricon 週榜 | 9      | 44,708 |